# Аделардо Родрігес
Аделардо Родрігес (ісп. Adelardo Rodríguez, нар. 26 вересня 1939, Бадахос) — іспанський футболіст, що грав на позиції півзахисника.
Більшу частину кар'єри виступав за «Атлетіко» (Мадрид), з яким став триразовим чемпіоном Іспанії, п'ятиразовим володарем Кубка Іспанії, а також володарем Кубка Кубків УЄФА та Міжконтинентального кубка. Крім того виступав за національну збірну Іспанії, у складі якої став чемпіоном Європи та учасником двох чемпіонатів світу.

## Клубна кар'єра
Аделардо почав кар'єру в команді з його рідного міста «Феррокарріль», а потім він грав за «Бетіс Екстремено». Пізніше футболіст перейшов у «Естремадуру», що грала у Сегунді.
У дорослому футболі дебютував 1957 року виступами за команду «Бадахос», в якій провів два сезони, взявши участь у 36 матчах Сегунди.
У червні 1959 року «Бадахос» грав у неофіційному турнірі з клубом «Атлетіко» (Мадрид). Там Аделардо дуже сподобався головному тренеру мадридців, Фернандо Даучику, який і запросив півзахисника в свій клуб. 13 вересня 1959 року Аделардо дебютував у Прімері в матчі з «Лас-Пальмасом»; в цій грі його клуб переміг 3:0, а сам гравець став автором першого гола його команди на 11 хвилині зустрічі. Після цього футболіст провів у клубі 17 років, зігравши в 511 матчах і забивши 113 голів, ставши рекордсменом команди за кількістю проведених ігор. У складі команди він виграв п'ять Кубків Іспанії, три чемпіонату Іспанії, Кубків Кубків УЄФА 1961–62, який став першим міжнародним турніром в історії клубу, а таклж Міжконтинентальний кубок у 1974 році. 1 вересня 1976 року Аделардо провів прощальний матч за «Атлетіко», в якому його команда перемогла 1:0 збірну Мексики.
Пішовши з футболу, Аделардо зіграв сезон у футзальній команді «Мовістар Інтер» і виграв з нею перший футзальний чемпіонат Іспанії, організований Королівською іспанською футбольною федерацією.

## Виступи за збірну
Виступав за молодіжну та другу збірні Іспанії, але так і не дебютувавши за національну збірну Іспанії, Родрігес у її складі поїхав на чемпіонату світу 1962 року у Чилі. Саме на тому турнірі він і дебютував за «червону фурію», зігравши один матч проти Бразилії, забивши єдиний гол своєї команди у тому матчі, втім іспанці програли ту гру 1:2 і посіли останнє місце у групі.
Через два роки Родрігес брав участь у домашньому чемпіонаті Європи 1964 року на якому його збірна стала чемпіоном, перемігши в фіналі збірну СРСР, втім сам футболіст жодного разу на поле не вийшов.
Згодом у складі збірної був учасником чемпіонату світу 1966 року в Англії, де зіграв один матч проти ФРН (1:2).
Останній матч за збірну провів 28 жовтня 1970 рок, в Сарагосі проти Греції (2:1). Загалом протягом кар'єри у національній команді, яка тривала 9 років, провів у її формі 14 матчів, забивши 2 голи.

## Статистика

### Клубна
| Виступи           | Виступи           | Виступи           | Чемпіонат | Чемпіонат | Кубок | Кубок | Єврокубки | Єврокубки | Інше | Інше | Всього | Всього |
| Клуб              | Ліга              | Сезон             | Ігри      | Голи      | Ігри  | Голи  | Ігри      | Голи      | Ігри | Голи | Ігри   | Голи   |
| ----------------- | ----------------- | ----------------- | --------- | --------- | ----- | ----- | --------- | --------- | ---- | ---- | ------ | ------ |
| «Бадахос»         | Сегунда Дивізіон  | 1957/58           | 15        | 5         | 0     | 0     | —         | —         | 0    | 0    | 15     | 5      |
| «Бадахос»         | Сегунда Дивізіон  | 1958/59           | 21        | 7         | 3     | 2     | —         | —         | 1    | 0    | 25     | 9      |
| «Бадахос»         | Всього            | Всього            | 36        | 12        | 3     | 2     | 0         | 0         | 1    | 0    | 40     | 14     |
| «Атлетіко Мадрид» | Ла-Ліга           | 1959/60           | 26        | 7         | 9     | 7     | —         | —         | 0    | 0    | 35     | 14     |
| «Атлетіко Мадрид» | Ла-Ліга           | 1960/61           | 26        | 8         | 9     | 1     | —         | —         | 0    | 0    | 35     | 9      |
| «Атлетіко Мадрид» | Ла-Ліга           | 1961/62           | 23        | 3         | 1     | 0     | 9         | 2         | 0    | 0    | 33     | 5      |
| «Атлетіко Мадрид» | Ла-Ліга           | 1962/63           | 26        | 10        | 5     | 2     | 6         | 1         | 0    | 0    | 37     | 13     |
| «Атлетіко Мадрид» | Ла-Ліга           | 1963/64           | 24        | 3         | 9     | 6     | 3         | 0         | 0    | 0    | 36     | 9      |
| «Атлетіко Мадрид» | Ла-Ліга           | 1964/65           | 27        | 7         | 7     | 4     | 8         | 5         | 0    | 0    | 42     | 16     |
| «Атлетіко Мадрид» | Ла-Ліга           | 1965/66           | 28        | 6         | 4     | 0     | 5         | 2         | 0    | 0    | 37     | 8      |
| «Атлетіко Мадрид» | Ла-Ліга           | 1966/67           | 16        | 5         | 6     | 1     | 3         | 2         | 0    | 0    | 25     | 8      |
| «Атлетіко Мадрид» | Ла-Ліга           | 1967/68           | 19        | 4         | 2     | 1     | 2         | 0         | 0    | 0    | 23     | 5      |
| «Атлетіко Мадрид» | Ла-Ліга           | 1968/69           | 16        | 4         | 2     | 0     | 2         | 0         | 0    | 0    | 20     | 4      |
| «Атлетіко Мадрид» | Ла-Ліга           | 1969/70           | 22        | 6         | 4     | 1     | —         | —         | 0    | 0    | 26     | 7      |
| «Атлетіко Мадрид» | Ла-Ліга           | 1970/71           | 27        | 2         | 6     | 1     | 7         | 1         | 0    | 0    | 40     | 4      |
| «Атлетіко Мадрид» | Ла-Ліга           | 1971/72           | 34        | 2         | 7     | 1     | 2         | 0         | 0    | 0    | 43     | 3      |
| «Атлетіко Мадрид» | Ла-Ліга           | 1972/73           | 33        | 3         | 2     | 0     | 3         | 0         | 0    | 0    | 38     | 3      |
| «Атлетіко Мадрид» | Ла-Ліга           | 1973/74           | 25        | 1         | 4     | 0     | 10        | 1         | 0    | 0    | 39     | 2      |
| «Атлетіко Мадрид» | Ла-Ліга           | 1974/75           | 22        | 2         | 4     | 0     | 3         | 0         | 2    | 0    | 31     | 2      |
| «Атлетіко Мадрид» | Ла-Ліга           | 1975/76           | 7         | 0         | 1     | 0     | 3         | 0         | 0    | 0    | 11     | 0      |
| «Атлетіко Мадрид» | Всього            | Всього            | 401       | 73        | 82    | 26    | 66        | 14        | 2    | 0    | 551    | 113    |
| Всього за кар'єру | Всього за кар'єру | Всього за кар'єру | 437       | 85        | 85    | 28    | 66        | 14        | 3    | 0    | 591    | 127    |

## Титули і досягнення
- Чемпіон Іспанії (3):

«Атлетіко»: 1965–66, 1969–70, 1972–73
- Володар Кубка Іспанії (5):

«Атлетіко»: 1959–60, 1960–61, 1964–65, 1971–72, 1975–76
- Володар Кубка Кубків УЄФА (1):

«Атлетіко»: 1961–62
- Володар Міжконтинентального кубка (1):

«Атлетіко»: 1974
- Чемпіон Європи (1):

Іспанія: 1964